# Aucula hipia
Aucula hipia là một loài bướm đêm trong họ Noctuidae.